# Lovrečica
Lovrečica je naselje u Republici Hrvatskoj, u sastavu grada Umaga, Istarska županija.

## Stanovništvo
Prema popisu stanovništva iz 2001. godine, naselje je imalo 154 stanovnika te 57 obiteljskih kućanstava.

Prema popisu stanovništva 2011. godine naselje je imalo 176 stanovnika.
| broj stanovnika | 639   | 683   | 171   | 252   | 227   | 194   | 1107  | 1179  | 219   | 175   | 210   | 170   | 253   | 324   | 154   | 176   | 123   |
|                 | 1857. | 1869. | 1880. | 1890. | 1900. | 1910. | 1921. | 1931. | 1948. | 1953. | 1961. | 1971. | 1981. | 1991. | 2001. | 2011. | 2021. |

Do 1931. nazivano Sv. Lovreč. U 1857., 1869., 1921. i 1931. sadrži podatke za naselja Babići i Buroli (grad Buje). U 2001. smanjeno izdvajanjem naselja Križine za koje sadrži podatke od 1857. do 1890., 1921., 1931., 1981. i 1991.

## Sportski centri u Lovrečica
Miro Sailing Academy Nudi tečajeve jedrenja za djecu i odrasle, početnike i napredne na malim brodovima i krstašima, tečajeve jedrenja na dasci (windsurf) te kayak i SUP ture.

## Vanjske poveznice
- Lovrečica na stranici Grada Umaga  Arhivirana inačica izvorne stranice od 6. svibnja 2012. (Wayback Machine)

### Ostali projekti
|  | Zajednički poslužitelj ima još gradiva o temi Lovrečica |